# Frahelž
Frahelž település Csehországban, a Jindřichův Hradec-i járásban. Frahelž Val, Ponědraž és Lomnice nad Lužnicí településekkel határos. Lakosainak száma 150 fő (2024. január 1.).

## Népesség
A település lakosságának változását az alábbi diagram mutatja:
| Lakosok száma | 286  | 291  | 320  | 293  | 202  | 148  | 154  | 147  | 149  | 150  |
|               | 1869 | 1890 | 1921 | 1950 | 1980 | 2001 | 2017 | 2019 | 2022 | 2024 |